# Hagimura Sigenori
Hagimura Sigenori (Mie, 1976. július 31. –) japán válogatott labdarúgó.

## Nemzeti válogatott
A japán U20-as válogatott tagjaként részt vett az 1995-ös ifjúsági labdarúgó-világbajnokságon.